# Myrmarachne ludhianensis
Myrmarachne ludhianensis är en spindelart som beskrevs av Sadana, Gupta 1998. Myrmarachne ludhianensis ingår i släktet Myrmarachne och familjen hoppspindlar. Inga underarter finns listade i Catalogue of Life.